# Унтервессен
Унтервессен (нім. Unterwössen) — громада в Німеччині, розташована в землі Баварія. Підпорядковується адміністративному округу Верхня Баварія. Входить до складу району Траунштайн.
Площа — 41,28 км2. Населення становить 3593 ос. (станом на 31 грудня 2020).